# KZ Neckargartach
Das KZ Neckargartach, auch SS-Arbeitslager Steinbock genannt, war ein Konzentrationslager der Schutzstaffel (SS) in Neckargartach, einem nördlichen Ortsteil von Heilbronn. Das Lager war von Anfang September 1944 bis zum 1. April 1945 in Betrieb. Es zählte zu den sogenannten „Neckarlagern“ und damit zu den Außenlagern des KZ Natzweiler-Struthof.
Das ehemalige Massengrab in der Nähe des Lagers wurde im Jahr 1946 zum KZ-Friedhof Neckargartach umgestaltet. Vom eigentlichen Konzentrationslager ist seit 1986, als die letzte der ehemaligen Häftlingsbaracken abgerissen wurde, nichts mehr erhalten.
Zum weiteren Gedenken an das Konzentrationslager gründete sich 2023 die „Initiative Gedenkstätte KZ Heilbronn-Neckargartach“.

KZ Neckargartach oben rechts in einer Luftaufnahme vom 19. April 1945.

## Das Lager

### Ausgangslage
Durch die immer weiter vorrückende Front wurden 1944 Konzentrationslager auf französischem Boden Richtung Osten, über die Rhein-Linie, nach Deutschland verlegt. Da die Rüstungsproduktion mittlerweile durch den Kriegsverlauf unter die Erde verlagert werden musste, wurden von der SS Stollen oder Bergwerke ausgesucht. Unter anderem sollten dort dann Flugzeugmotoren, schwere Waffen oder kriegswichtiges Material produziert werden. Um diese Vorhaben zu verwirklichen, benötigte man weitere Arbeitskräfte, und so wurden nicht nur Häftlinge aus bereits bestehenden Lagern abgezogen und verlegt, sondern auch deutschlandweit viele weitere Konzentrationslager aus dem Boden gestampft. So auch in Heilbronn.

### Errichtung und Lage
Für die Planung des Lagers war der Berliner Architekt Herbert Rimpl zuständig, der zuvor auch schon den Bauplan für das KZ Mittelbau-Dora entwarf. Die Errichtung an sich erfolgte ungefähr zwischen Juli und September 1944, wobei die materiellen Grundlagen von der Heilbronner Firma Paul Ensle erstellt und der Bau unter anderem von der Organisation Todt (OT) geleitet wurde.
Das „SS-Arbeitslager Steinbock“ befand sich wenige hundert Meter nördlich der damaligen Wohngebäude von Neckargartach an der östlichen Seite der Böllinger Straße. Südöstlich benachbart lag der bis heute erhaltene Sportplatz. Das ehemalige Lagergelände ist heute Teil eines Gewerbegebiets im Bereich Böllinger Straße/Mosbacher Straße.

### Aufbau und Aussehen

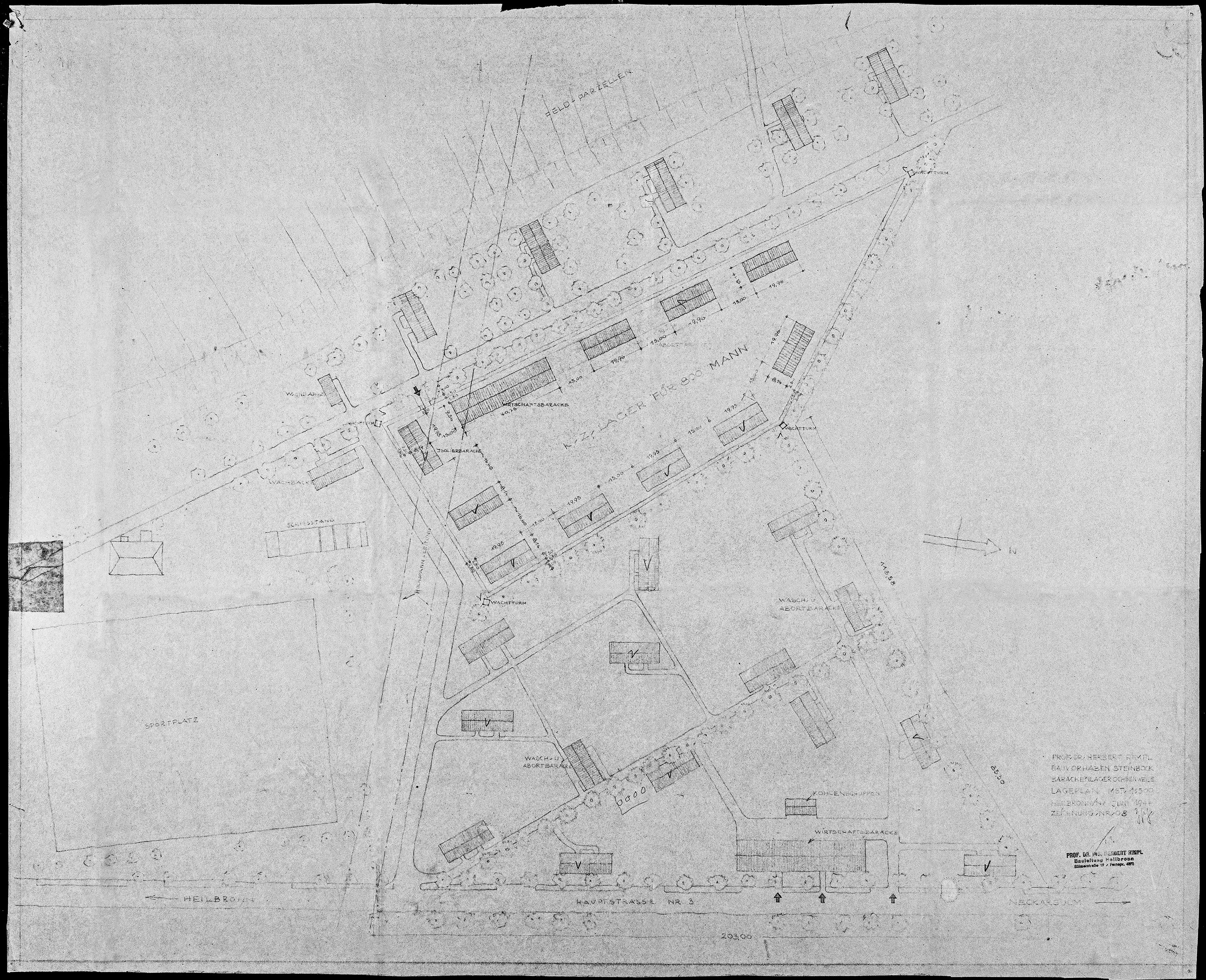
„Bauvorhaben Steinbock, Barackenlager Ochsenweide“. Architekturbüro Rimpl, Juni 1944.

Das eingezäunte Lagergelände hatte die Form eines Rechtecks mit einem angesetzten Dreieck am nordwestlichen Ende. Es war mehr als 150 Meter lang und weniger als 100 Meter breit. An jeder der vier Ecken stand ein Wachturm. Es befand sich auf dem Gelände der sogenannten „Ochsenweide“ und war zur heutigen Wimpfener Straße hin abgegrenzt.
Das Lager war für 800 Häftlinge konzipiert, die in fünf bis sieben Baracken untergebracht werden sollten. Diese Baracken waren etwa 20 Meter lang und 10 Meter breit. Auf dem Plan des Architekten vom Juni 1944 sind elf Baracken innerhalb des umzäunten Lagers eingezeichnet, darunter eine 40 Meter lange „Wirtschaftsbaracke“ und eine „Isolierbaracke“.
Der Lagereingang befand sich in Richtung der Böllinger Straße, einen Nebeneingang gab es wohl nicht. Die geplante „Isolierbaracke“, für Typhuskranke, soll laut späterem Zeitzeugenbericht von Stane Uršič als „Arbeitsstätte“ für den Lagerschreiber, den Lagerältesten und den Lagerkommandanten gedient haben. Baracke Nummer 2 diente als „Vorratskammer“ für Lebensmittel wie Brot und Konserven, wobei Baracke 3 als Krankenrevier diente. Die Baracken Nummer 4–10 waren die eigentlichen Häftlingsbaracken, wobei sich rechts neben Nummer 8 eine Latrine befand. Baracke Nummer 9 war ein Schuppen, wobei die Wirtschaftsbaracke als 11. links neben dem Eingang den Abschluss des Trapezes bildete. Die Abstände zwischen den Gebäuden betrugen etwa 15 Meter, in der Lagermitte befanden sich sowohl Waschtröge als auch der Appellplatz, der sich beinahe über die gesamte Freifläche erstreckte.
In der Umgebung standen weitere Gebäude und Baracken, dazu zählten die Unterkunftsgebäude für die OT und die der Wachmannschaften. Außerdem, laut Plan, eine „Abort- und Waschbaracke“ und ein „Kohlenschuppen“.

### Ankunft, Belegung und Häftlinge
Anfang September trafen die ersten 600 Häftlinge aus dem KZ-Außenlager Markirch ein, wurden allerdings aus noch gegebenem Platzmangel wie die aus dem Außenlager Longwy-Thil deportierten Häftlinge zunächst ins KZ Kochendorf interniert. Lediglich 300 aus dem Kurzzeit-Nebenlager Deutsch-Oth, heute Audun-le-Tiche, deportierten Häftlinge konnten schon direkt September in das KZ-Neckargartach überführt werden. Die anderen folgten am 4. September, mit einem Transport aus Kochendorf. Im Oktober kamen weitere 100 Insassen aus dem Außenkommando Schwindratzheim dazu, ebenso aus Wesserling-Urbis im Elsass. Bis Ende September 1944 stieg die Belegung auf knapp 1100 Häftlinge an. Danach nahm sie wieder ab. Im November waren es noch knapp 1000 Häftlinge.
Die Häftlinge waren größtenteils Ausländer. Die meisten stammten aus den Ländern Polen, Sowjetunion, Jugoslawien, Italien und Frankreich. Einige waren Reichsdeutsche, auch mehrere Griechen waren dabei. Die Altersspanne war relativ gering, vor allem junge Männer waren inhaftiert. Sie kamen vorwiegend aus einfachen Berufen und waren in der Landwirtschaft, als Gärtner, als Metzger oder als Handwerker tätig.

### Lagerorganisation und Wachmannschaften
Als Außenlager des KZ-Natzweiler unterstand Neckargartach der dortigen Kommandantur. Der Lagerkommandant war ab Juli 1944 der von der Luftwaffe übernommene Feldwebel und spätere SS-Oberscharführer Johannes Gillberg (* 1912). Die Wachmannschaft bestand aus 80 SS-Angehörigen und wurde im Winter 1944/1945 durch 20 weitere Luftwaffen-Angehörige ergänzt. Ihr „Spieß“ war der SS-Unterscharführer Otto Lind. Ein wesentlicher Teil der SS-Wachmannschaften waren sogenannte „Volksdeutsche“ aus Rumänien, die unter anderem zuvor schon ihren Dienst in Auschwitz, Lublin, Radom und Vaihingen/Enz taten.
Damit der Lagerbetrieb funktionieren konnte, gab es den Lagerältesten (Karl Geissler), den oder die Lagerschreiber, Blockälteste für die einzelnen Baracken, Stubenälteste (bspw. Vally Greska) für die Unterabteilungen der Baracken und sogenannte „Kapos“, die unter anderem zuständig für die Aufsicht bei Arbeitskommandos waren. Laut Augenzeugenberichten sollen letztere ziemlich brutal und vor allem der Häftlingsgruppe „Kriminelle“, erkennbar an dem grünen Winkel, angehört haben.
Für die medizinische Versorgung gab es einen polnischen Häftlingsarzt namens Górski, der aber aus Mangel an Medikamenten und weiteren fehlenden Ressourcen wenig erreichen konnte. Er war schon 64 Jahre alt und starb nur wenige Wochen nach der Befreiung am 24. Mai 1945. Für das Lagerpersonal übernahm der aus Neckargartach stammende Arzt Walter Eisele die Verantwortung, der auch oft die Leichenschau unterschrieb.
Für die Häftlinge gab es eine „Posterlaubniskarte“, auf der Ein- und Ausgänge eingetragen wurden. Spätere Überlebende sagten aus, dass die ankommenden Päckchen einmal den Überlebenswillen steigerten, da Kontakt mit den Angehörigen hergestellt werden konnte, und gleichzeitig Transportmittel für sonst nicht zu bekommende Lebensmittel waren. Diese Päckchen kamen jedoch sehr unregelmäßig oder bei den meisten  gar nicht.
Der örtliche Bund Deutscher Mädel (BDM) musste für die SS Strümpfe flicken, und Neckargartacher Frauen arbeiteten in der Küche. Dabei ist unklar, ob es sich dabei um die Lager- oder die SS-Küche handelte.

### Leben und Sterben im KZ
Die am stärksten vertretenden Häftlingskategorien waren in Neckargartach die „Kriminellen“ und die politisch Verfolgten. Weitere weniger vorhandene waren: „Bibelforscher“, „Asoziale“, „Juden“, „Homosexuelle“ und „Zigeuner“. Die Lebensbedingungen waren katastrophal, es fehlte an fast allem. Häftlinge konnten teilweise wegen fehlender Holzschuhe nicht zum Arbeitseinsatz gehen, selbst die einfache KZ-Häftlingskleidung war nur mangelhaft vorhanden. Als Verpflegung ist einfache Suppe und Ersatzkaffee belegt, wobei die Suppe laut Uršič „stinkendes Wasser“ war. Außerdem gab es noch 300 Gramm Brot und etwas Fett pro Tag. Der Hunger war so groß, dass Häftlinge beim Arbeitseinsatz im Salzbergwerk Salz aßen, was zu schweren Krankheiten führte. Die Baracken waren unbeheizt, einige Inhaftierten stopften sich deshalb verbotenerweise Zementsäcke unter die Kleidung. Anfang 1945 brach zusätzlich noch Typhus im Lager aus. Für den Lageralltag in Neckargartach gibt es folgende Beschreibung:

„Der Lageralltag begann um vier Uhr morgens, wenn durch die Funktionshäftlinge mit Lärm und Prügeln geweckt wurde. Nach dem Waschgang gab es Ersatzkaffee. Dem Zählappell folgte der Marsch zur Arbeit, die in der Tagschicht um sechs Uhr begann. Als die Nachtschicht nach halb sieben Uhr im Lager ankam, trafen sie nur noch die wenigen im Lager verbliebenen Häftlinge. Während einer Woche arbeitete ein Bauhäftling in der Tagschicht und am Samstag verlängert von sechs bis 24 Uhr. Dann wechselte er am Sonntagabend um 18 Uhr in die Nachtschicht, wieder für eine Woche. So gab es keine arbeitsfreien Tage und die Schlafstellen waren optimal genutzt.“

#### Verhalten der Wachmannschaften
Zusätzlich zu den schlechten Lebensbedingungen kamen tägliche Schikanierungen der SS und weiterer Wachmannschaften dazu. Auch wenn es in Neckargartach nach Aussagen relativ „mild“ zuging, gehörten Schläge so wie andere körperliche Gewalt, aber auch psychische Erniedrigungen zum Alltag. Beispielsweise seien bei Luftalarm alle Lichter im Lager extra angelassen worden, während sich das Lagerpersonal in Luftschutzstollen zurückzog. Laut weiteren Überlebenden- und Zeitzeugenberichten waren die Luftwaffenangehörigen „die Besseren“, während die SS rücksichtsloser vorging. Einmal sollen Russen, die „Die Internationale“ gesungen hatten, „bis aufs Blut“ zusammengeschlagen worden sein und anschließend „wurden sie auf den glühenden Ofen geworfen.“

Ein Beispiel für eine Hilfeleistung ist durch den seit im Dezember 1944 im „Lagerbüro“ eingesetzten lothringischen Häftling Jean-Pierre Bretnacker belegt. Der OT-Truppenführer Kleinknecht gab ihm zusätzliches Essen für Informationen. Diese beinhalteten das Bild der Wachmannschaften auf Kleinknecht, da dieser wohl bei den SS-Männern aufgrund einer möglichen kommunistischen Vergangenheit nicht beliebt gewesen sei.

Jean-Pierre Bretnacker 1946. Er sagte unter anderem im Raststatter Prozess aus.

Überliefert ist auch eine Erschießung, ausgeführt von dem Luftwaffen-Gefreiten Ernst Pöschke. Dabei soll er einen italienischen Häftling, der in einer Bauhütte vor nassem Wetter Schutz suchte und dort einschlief, getötet haben.

#### Fluchtversuche
Im Zeitraum der Lagerexistenz gab es mindestens vier Fluchtversuche. Die detaillierteste Beschreibung gab ein italienischer Häftling. Er sei mit einer gestohlenen Drahtzange in der Nacht des 7. Oktober 1944  durch den Stacheldraht-Zaun hindurchgekommen und durch einen an dieser Stelle befindlichen Entwässerungsgraben hindurchgerutscht. Nach mehrtägiger Flucht wurde er am 12. Oktober verhaftet, nach Karlsruhe in das Gefängnis gebracht und am 1. November wieder nach Neckargartach überstellt. Dort wurde er relativ mild mit 25 Stockhieben bestraft.
Eine weitere, diesmal wahrscheinlich erfolgreiche Flucht, gelang einem Franzosen. Er nutzte die Gelegenheit eines Bombenangriffes, als sich die Wachmannschaften im Luftschutzstollen befanden. Der Stubenälteste Greska meldete das Verschwinden erst am nächsten Morgen, musste deshalb in „Dunkelarrest“ und alle Häftlinge auf dem Appellplatz für 24 Stunden „strafstehen“, ohne Essen und Trinken. Aufgrund dessen wurde ein Galgen, wie es hieß: „Für den lieben Heimkehrer“, errichtet. Über den weiteren Verbleib des Franzosen ist nichts bekannt.
Schon im September gab es wohl einen Fluchtversuch von drei Russen, wobei einer von ihnen relativ schnell wieder eingefangen wurde.
Auch eine Flucht eines Deutschen im Januar 1945 ist von Geissler bestätigt.

#### Tätigkeiten der Häftlinge
Die Häftlinge wurden unter der Leitung der OT und des Tiefbauunternehmens Berger in zwei Stollen des Salzbergwerks Neckargartach eingesetzt. Sie sollten die Untertage-Verlagerung von Produktionsstätten für Rüstungsgüter im Rahmen des geheimen Projekts „Steinbock“ vorbereiten. Dazu bauten sie die bestehenden Stollen aus und gruben einen neuen Schrägstollen im heutigen Industriegebiet. Ein weiterer senkrechter Zugang wurde oberhalb der Karl-Wüst-Brücke in Angriff genommen. Ursprünglich sollte die Erla Maschinenwerk GmbH aus Leipzig hier Jagdflugzeuge produzieren, im September 1944 wurde der Standort jedoch dem Konzern I.G. Farben überlassen.
Neben der Arbeit im Verlagerungsprojekt Steinbock mussten die Häftlinge an der Böllinger Straße noch einen Luftschutzstollen für OT-Angehörige und Zivilpersonen ausbauen. Sie selbst durften diese Schutzräume generell nicht benutzen. Nach dem schweren Luftangriff auf Heilbronn am 4. Dezember 1944 wurden die Arbeiten in den Salzstollen bis Ende Januar 1945 unterbrochen. Die Häftlinge mussten nun Opfer bergen und die verschüttete Innenstadt von Heilbronn aufräumen. Geplant war, die Häftlinge nach dem Stollenausbau in der Produktion von Rüstungsgütern einzusetzen, doch dazu kam es nicht mehr.

#### Todesfälle
Die Arbeit geschah unter schlimmsten Bedingungen, wodurch zahlreiche Häftlinge umkamen. Insgesamt starben geschätzt etwa 300 Häftlinge an Erschöpfung, Hunger, Misshandlung und Krankheiten wie Typhus.
Ein SS-Rottenführer hatte die Sterbefälle im Lager dem Standesamt in Heilbronn anzuzeigen. Er machte meist Sammelmeldungen über sechs oder sieben Todesfälle. Insgesamt wurden dem Standesamt in Heilbronn 191 verstorbene Häftlinge gemeldet: 67 Polen, 48 Italiener, 35 Russen, 27 Jugoslawen, 3 Franzosen, 3 Lothringer und 8 Reichsdeutsche. Als Todesursachen wurden hauptsächlich Entkräftung, Lungenentzündung und Typhus angegeben, aber auch ein bei einem Fluchtversuch erschossener Häftling wurde gemeldet.
31 Häftlinge wurden im Krematorium auf dem Heilbronner Hauptfriedhof eingeäschert. Zwei Tote wurden auf dem Sontheimer Judenfriedhof beigesetzt und später auf den Südfriedhof Sontheim umgebettet. Als die Zahl der Todesfälle im Winter stark anstieg, verscharrte man die Leichen in einem Massengrab, das in der Nähe des Lagers angelegt wurde. Das Massengrab befand sich südlich des Lagers auf der westlichen Seite der Böllinger Straße. Wie viele Tote in dem Massengrab bestattet wurden, ist nicht mehr genau feststellbar.

### Räumung des Lagers
Als die US-amerikanischen Truppen sich näherten, ließ die SS das Lager räumen. Die Häftlinge, die Wachmannschaft und die Lagerdokumente sollten ins KZ Dachau gebracht werden. Zuerst wurden etwa 300 kranke Häftlinge am 31. März 1945 mit einem Zug abtransportiert, der am 9. April Dachau erreichte. Mindestens 50 der kranken Häftlinge starben während des Transports.
Am 1. April 1945 um 12:00 Uhr, es war der Ostersonntag, wurden die restlichen etwa 500 Häftlinge auf einen Todesmarsch nach Dachau geschickt. Damit war das Lager aufgelöst. Sie gingen in Gruppen von etwa 100 Häftlingen, bewacht von SS-Leuten und Hunden. Die ausgezehrten Häftlinge hatten einen 350 Kilometer langen Fußmarsch zu bewältigen. Außerdem mussten sie Pferdewagen ziehen, auf denen die Feldküche, das Gepäck und das Lagerarchiv mitgeführt wurden. Später wurden auch einige Häftlinge, die nicht mehr gehen konnten, auf die Pferdewagen geladen. Die Route führte über Frankenbach, Großgartach und Nordheim über Hausen/Zaber und die Schellenmühle nach Bönnigheim, dann weiter, unter anderem über Ludwigsburg, Schorndorf, Göppingen und Augsburg nach Dachau. Slowenische Häftlinge führten unterwegs Tagebuch, weshalb viele Informationen über den Marsch erhalten wurden.
So wurde laut den Berichten in Scheunen, Bauernhöfen oder Hütten übernachtet. Man aß aus den Schweine-Trögen. In den ersten Tagen flohen zwei SS-Wachsoldaten mit 20–30 Häftlingen. Weitgehend übereinstimmend berichten drei Zeitzeugen über die Ermordung von zwei mutmaßlich russischen Häftlingen am 21. April in der Ortschaft Winkl. Sie hatten sich beim Appell vor dem Abmarsch in der Scheune versteckt gehalten, um zu fliehen, wurden aber entdeckt und erschossen. Am 22. April sei ein Wagen mit Essen vom KZ Dachau gekommen und habe kranke Häftlinge mitgenommen. Zumindest werden vier Tage später im KZ Dachau sechs zugehende Häftlinge von Neckargartach registriert.
Am 27. April kamen von den 500 Häftlingen 441 in Dachau an. Einige Häftlinge konnten fliehen, mindestens fünf wurden auf dem Marsch getötet.

## KZ-Friedhof

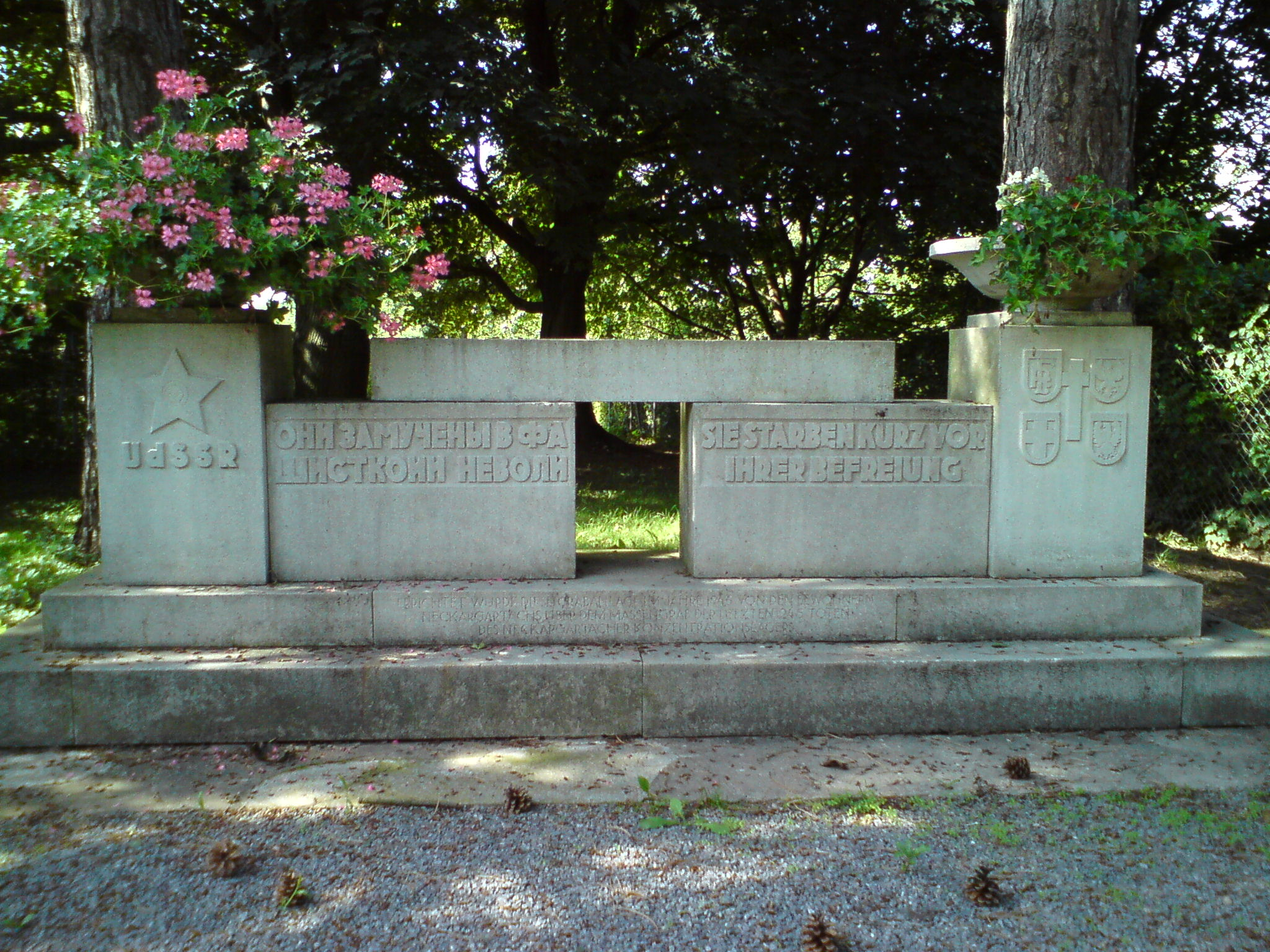
Mahnmal im KZ-Friedhof Neckargartach

Der Ort des Massengrabs wurde nach dem Kriegsende von engagierten Neckargartacher Bürgern als Ehrenfriedhof gestaltet. Zwei Gedenktafeln am Eingang und ein Mahnmal, das aus Trümmern der am 2. April 1945 gesprengten Neckargartacher Neckarbrücke errichtet wurde, erinnern an die verstorbenen KZ-Häftlinge.

## Gedenken
Seit 1946 finden regelmäßig Gedenktage, meistens am 1. April, am KZ-Friedhof in Neckargartach statt.
In einer Dokumentation des Bayerischen Rundfunks über den letzten Häftling von Dachau, aus dem Jahr 2022, wurde auf das Lager Neckargartach eingegangen. Der Protagonist des Films, Mieczyslaw Charecki, war dort Häftling und machte den Todesmarsch 1945 mit.

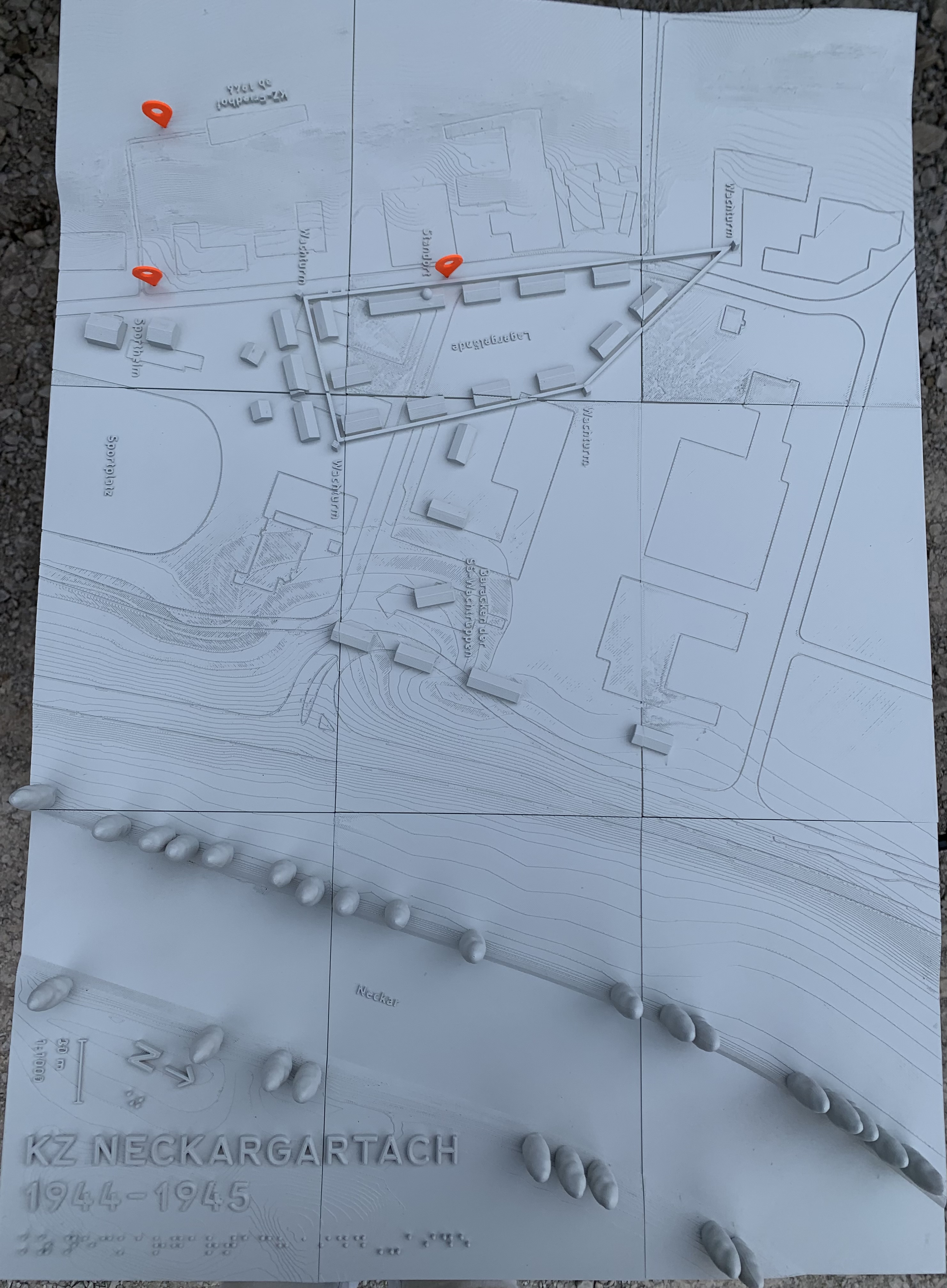
Während in diesem Modell die heute bestehenden Strukturen in 2D dargestellt sind, werden die Gebäude aus der Zeit des Konzentrationslagers in 3D hervorgehoben. Zu sehen sind unter anderem das Lagergelände und SS-Baracken.

Am 1. Juli 2023 gründete sich die „Initiative Gedenkstätte KZ Heilbronn-Neckargartach“, um an das Konzentrationslager in Heilbronn zu erinnern. Sie ist eine Abteilung der „Kulturschmiede“, einem Teil des „Arbeitskreis Heimat und Kultur Neckargartach e.V.“, eine eigene Website ist im Aufbau. Die Initiative wurde 2024 Mitglied im „Verbund der Gedenkstätten im ehemaligen KZ-Komplex Natzweiler“ (VGKN) und bildet so das 16. Gedenkstätten-Mitglied. Außerdem öffnete sie am Tag des offenen Denkmals 2024 den KZ-Friedhof für interessierte Besucher.
Am 13. Januar 2025 gab die Stadt Heilbronn in Zusammenarbeit mit der Initiative offiziell bekannt, starke bauliche Veränderungen im Gebiet des ehemaligen Lagergeländes und um den KZ-Friedhof herum vorzunehmen. Ziel dabei ist, eine aus mehreren Elementen zusammengesetzte Gedenkstätte zu schaffen, die unter anderem Infotafeln, Umrisse von Baracken und die Aufwertung des Zugangs zum Friedhof beinhalten soll.
Zur Gedenkfeier am 1. April 2025 wurden die ersten Elemente eingeweiht, dazu zählen unter anderem ein 3D-Modell des ehemaligen Lagergeländes und Umgebung sowie eine sich noch in Bau befindende Cortenstahl-Wand mit Zitaten ehemaliger Zeitzeugen.